# Kefar Urijja
Kefar Urijja (hebr. כפר אוריה) – moszaw położony w samorządzie regionu Matte Jehuda, w Dystrykcie Jerozolimy, w Izraelu.
Leży w górach Judei.

## Historia
Moszaw został założony w 1944.

## Gospodarka
Gospodarka moszawu opiera się na rolnictwie i sadownictwie.

## Komunikacja
Przy moszawie przebiega droga ekspresowa nr 44  (Holon–Eszta’ol).